# Zola hepararia
Zola hepararia är en fjärilsart som beskrevs av Franz Paula von Schrank 1802. Zola hepararia ingår i släktet Zola och familjen mätare. Inga underarter finns listade i Catalogue of Life.